# باريرينا
باريرينا (بالبرتغالية: Barreirinha‏) هي بلدية تقع في البرازيل في الأمازون (ولاية).